# 伊莉莎白·維傑·勒布倫
伊莉莎白·露易絲·維傑·勒布倫（法語：Élisabeth Louise Vigée Le Brun，法語發音：[elizabɛt lwiz viʒe ləbʁœ̃]；1755年4月16日—1842年3月30日；又譯薇姬·勒布倫，勒布伦夫人），18世纪后期法国杰出女画家。因给皇后玛丽·安托瓦内特绘画肖像而出名，法国大革命后离开法国在欧洲各国作画，在意大利、奥地利和俄罗斯生活和工作了几年，在那里她继续画贵族的画像。她的画作在罗马广受好评，并被选为圣路加学院院士。一生作有约660幅肖像画及200幅风景画。
她的艺术风格通常被认为是洛可可风格，带有新古典主义风格的元素。她的作品主题可以归为洛可可，但她的风格则是新古典主义。除了许多私人收藏的作品外，她的绘画作品还被各大博物馆收藏，如卢浮宫、艾尔米塔什博物馆、国家美术馆（伦敦）、大都会艺术博物馆等。